# دركتوم
دُرْكَتوم جنس من الخنافس الخاشبة في فصيلة الهبونيات.  تتوزغ في عدة مناطق من العالم باستثناء المناطق الاستوائية.  هناك أكثر من 70 نوعا. تعيش الخنافس من هذا الجنس في الأخشاب الميتة خاصة تلك التي تلين وتتحلل بالفطريات. من أنواعه دركتوم الصوفان.